# 第10回NFLオナーズ
第10回NFLオナーズは、NFLの2020年シーズンについて行われた授賞式。2020年シーズンのチャンピオンを決定する第55回スーパーボウルの前日の2021年2月6日に開催された。例年、授賞式はスーパーボウル開催地の都市で観客を入れて行われるが、この年は新型コロナウイルス感染症の世界的流行により、スーパーボウル開催地のタンパと、次回スーパーボウル開催地であるロサンゼルス近郊を中継して、無観客で行われた。スティーブ・ハーベイが司会を務めた。

## 受賞者一覧
| 賞                                            | 受賞者                                    | ポジション | チーム                                                         | 出典   |
| --------------------------------------------- | ----------------------------------------- | ---------- | -------------------------------------------------------------- | ------ |
| AP通信MVP                                     | アーロン・ロジャース                      | QB         | グリーンベイ・パッカーズ                                       | [ 2 ]  |
| AP通信最優秀コーチ賞                          | ケビン・ステファンスキー                  | HC         | クリーブランド・ブラウンズ                                     | [ 3 ]  |
| AP通信最優秀アシスタントコーチ賞              | ブライアン・デイボール                    | OC         | バッファロー・ビルズ                                           | [ 4 ]  |
| AP通信最優秀攻撃選手賞                        | デリック・ヘンリー                        | RB         | テネシー・タイタンズ                                           | [ 5 ]  |
| AP通信最優秀守備選手賞                        | アーロン・ドナルド                        | DT         | ロサンゼルス・ラムズ                                           | [ 6 ]  |
| ペプシ最優秀新人賞                            | ジャスティン・ハーバート                  | QB         | ロサンゼルス・チャージャーズ                                   | [ 7 ]  |
| AP通信NFL最優秀攻撃選手賞                     | ジャスティン・ハーバート                  | QB         | ロサンゼルス・チャージャーズ                                   | [ 8 ]  |
| AP通信最優秀新人守備選手賞                    | チェイス・ヤング                          | DE         | ワシントン・フットボールチーム                                 | [ 9 ]  |
| AP通信カムバック賞                            | アレックス・スミス                        | QB         | ワシントン・フットボールチーム                                 | [ 10 ] |
| ドン・シュラ最優秀高校コーチ賞                | ゲイブ・インファンテ                      | HC         | セントジョセフス・プレパラトリー・スクール（フィラデルフィア） |        |
| ウォルター・ペイトンNFLマン・オブ・ザ・イヤー | ラッセル・ウィルソン                      | QB         | シアトル・シーホークス                                         | [ 11 ] |
| FedExエアプレーヤー賞                         | アーロン・ロジャース                      | QB         | グリーンベイ・パッカーズ                                       |        |
| FedExグランドプレーヤー賞                     | デリック・ヘンリー                        | RB         | テネシー・タイタンズ                                           |        |
| ブリヂストン最優秀プレー賞                    | カイラー・マレー ディアンドレ・ホプキンス | QB WR      | アリゾナ・カージナルス                                         |        |
| ドラフトキングス最優秀ファンタジー選手        | ジョシュ・アレン                          | QB         | バッファロー・ビルズ                                           |        |
| バドライト最優秀セレブレーション賞            | チェイス・クレイプール                    | WR         | ピッツバーグ・スティーラーズ                                   |        |
| ディーコン・ジョーンズ賞                      | T・J・ワット                              | LB         | ピッツバーグ・スティーラーズ                                   |        |
| アート・ルーニー賞                            | テディ・ブリッジウォーター                | QB         | カロライナ・パンサーズ                                         |        |
| バート・スター賞                              | デマリオ・デービス                        | LB         | ニューオーリンズ・セインツ                                     |        |
| スニッカーズハングリエスト選手賞              | カイラー・マレー                          | QB         | アリゾナ・カージナルス                                         |        |
| プロフットボール殿堂 クラス・オブ・2021       | アラン・ファニカ                          | OL         |                                                                |        |
| プロフットボール殿堂 クラス・オブ・2021       | トム・フローレス                          | HC         |                                                                |        |
| プロフットボール殿堂 クラス・オブ・2021       | カルビン・ジョンソン                      | WR         |                                                                |        |
| プロフットボール殿堂 クラス・オブ・2021       | ジョン・リンチ                            | S          |                                                                |        |
| プロフットボール殿堂 クラス・オブ・2021       | ペイトン・マニング                        | QB         |                                                                |        |
| プロフットボール殿堂 クラス・オブ・2021       | ビル・ナン                                | スカウト   |                                                                |        |
| プロフットボール殿堂 クラス・オブ・2021       | ドリュー・ピアソン                        | WR         |                                                                |        |
| プロフットボール殿堂 クラス・オブ・2021       | チャールズ・ウッドソン                    | DB         |                                                                |        |

## References
1. ↑  “10th Annual NFL Honors Presented by Invisalign to Be Broadcast on CBS on Super Bowl LV Eve”. nflcommunications.com. 2021年2月5日閲覧。
2. ↑  Shook, Nick (2021年2月6日). “Packers QB Aaron Rodgers named 2020 AP NFL Most Valuable Player”. NFL.com. 2021年2月6日閲覧。
3. ↑  Baca, Michael (2021年2月6日). “Browns' Kevin Stefanski wins AP Coach of the Year”. NFL.com. 2021年2月6日閲覧。
4. ↑  Maya, Adam (2021年2月6日). “Bills offensive coordinator Brian Daboll named AP NFL Assistant Coach of the Year”. NFL.com. 2021年2月6日閲覧。
5. ↑  Maya, Adam (2021年2月6日). “Titans RB Derrick Henry named NFL AP Offensive Player of the Year”. NFL.com. 2021年2月6日閲覧。
6. ↑  Patra, Kevin (2021年2月6日). “Rams DT Aaron Donald wins AP Defensive Player of the Year for third time”. NFL.com. 2021年2月6日閲覧。
7. ↑  “Pepsi NFL Rookie of the Year”. NFL.com (2021年2月5日). 2021年2月5日閲覧。
8. ↑  Shook, Nick (2021年2月6日). “Chargers QB Justin Herbert tabbed as AP Offensive Rookie of the Year”. NFL.com. 2021年2月6日閲覧。
9. ↑  Patra, Kevin (2021年2月6日). “Washington DE Chase Young wins AP Defensive Rookie of the Year”. NFL.com. 2021年2月6日閲覧。
10. ↑  Scott, Jelani (2021年2月6日). “Washington QB Alex Smith earns AP Comeback Player of the Year honors”. NFL.com. 2021年2月6日閲覧。
11. ↑  Gordon, Grant (2021年2月6日). “Seahawks QB Russell Wilson named 2020 Walter Payton NFL Man of the Year”. NFL.com. 2021年2月6日閲覧。